# Lafia
La ciudad de Lafia es la capital del estado de Nasarawa, en la zona norte de Nigeria. Cuenta con una población de 330.712 habitantes de acuerdo al censo realizado en el año 2006, siendo además la ciudad más poblada de este estado. 

## Historia
Antes de ser la capital de un reino local a principios del siglo XIX, existía en el mismo lugar un pequeño pueblo llamado Anane habitado por poblaciones de la etnia alago.

## Instituciones
La ciudad de Lafia cuenta con una escuela politécnica, así como con gran cantidad de escuelas primarias y secundarias. En ella se encuentra también un palacio del emir local, así como una mezquita central y una escuela secundaria católica.

## Economía
En la zona de Lafia se desarrolla la producción de semillas de sésamo, soja, y es además un centro comercial para el ñame, el sorgo, el mijo y el algodón. Además de la agricultura, existe una producción tradicional de tejido y teñido de algodón, especialmente entre los miembros de las etnias alago, tiv, y kanuri, mientras que la etnia fulani son tradicionalmente pastores, quienes llevan su ganado a pastar a la zona durante la estación seca. También se produce la extracción de estaño y columbita.

## Deportes
En la ciudad de Lafia se encuentra el estadio de fútbol Lafia Township Stadium, hogar del equipo Nasarawa United.

## Transporte
Lafia se encuentra comunicada por un ferrocarril de vía estrecha que la une con la ciudad de Port Harcourt. Además se encuentra conectada por medio de una carretera principal que las localidades de Makurdi y Pop Jos.